# Otto Eschweiler
Otto Johannes Josef Maria Eschweiler (* 2. Oktober 1931 in Aachen; † 12. März 2022) war der Hauptgeschäftsführer der Industrie- und Handelskammer Aachen, niederländischer Honorarkonsul und Förderer der RWTH Aachen.

## Ausbildung
Eschweiler besuchte das Kaiser-Karls-Gymnasium in Aachen und studierte anschließend von 1952 bis 1957 Wirtschaftswissenschaften an den Universitäten Bonn und Köln. 1955 legte er das Examen als Dipl.-Volkswirt ab, 1957 promovierte er zum Dr. rer. pol. an der Rheinischen Friedrich-Wilhelms-Universität Bonn. 

## Beruflicher Werdegang
Im Dezember 1955 begann Eschweiler als wissenschaftlicher Hilfsarbeiter bei der Industrie- und Handelskammer (IHK) Aachen. 1962 wurde er dort Geschäftsführer für die Bereiche Volkswirtschaft, Industrie und Handel, Internationale Wirtschaftsbeziehungen und Öffentlichkeitsarbeit. Gleichzeitig wurde er zum Stellvertreter der Hauptgeschäftsführers ernannt. 1971 berief ihn die Vollversammlung zum Hauptgeschäftsführer der IHK. Dieses Amt hatte er bis zu seiner Pensionierung 1997 inne. 

## Wissenschaftliche Tätigkeiten
Von 1987 bis 1998 hatte Eschweiler einen Lehrauftrag an der Rheinisch-Westfälischen Technischen Hochschule (RWTH) Aachen, Fakultät für Wirtschaftswissenschaften, inne. Er hielt zahlreiche Einzelvorträge, u. a. an den Fachhochschulen Aachen und Sittard (Niederlande) sowie in der Zeit der Wende an der Hochschule für Maschinenbau Karl-Marx-Stadt in Chemnitz, heute Technische Universität Chemnitz.

## Förderung der RWTH Aachen
Eschweiler engagierte sich über mehrere Jahrzehnte für die RWTH. Ab 1982 war er Mitglied des Kuratoriums. Im Förderverein der Hochschule engagierte er sich wie auch in den Gremien verschiedener Lehrstühle und Einrichtungen. So war er u. a. beim Forschungsinstitut für Rationalisierung, am Lehrstuhl für Internationale technische und wirtschaftliche Zusammenarbeit und beim Helmholtz-Institut für Biomedizinische Technik fördernd tätig. Bis 2005 gehörte er dem Vorstand des Vereins zur Förderung der Wirtschaftswissenschaften an der RWTH an, den er mitgegründet hatte. Als Kuratoriumsmitglied der Otto-Junker-Stiftung in Lammersdorf initiierte er den Otto-Junker-Preis für herausragende studentische Leistungen an der elektrotechnischen und der Fakultät für Hüttenwesen an der RWTH. 
Auf dem Gebiet der Wissenschaftsförderung konzipierte Eschweiler 1981 die erste bundesdeutsche Kooperationsvereinbarung zwischen einer Technischen Hochschule und einer IHK. Dieser Aachener Vertrag stand Modell für andere Regionen, ähnlich wie die drei Jahre später erfolgte Vereinbarung mit der Fachhochschule Aachen (FH) und 1985 mit dem Forschungszentrum Jülich. Eschweiler gilt als Urheber des ersten und wohl erfolgreichsten Existenzgründungszentrums in Deutschland, das Absolventen der RWTH Aachen die selbstständige unternehmerische Betätigung ermöglichte. Zudem hat er eine Fülle von Kooperationen, Technologietransfers und Initiativen zwischen Wissenschaft und Wirtschaft angeregt. Dazu hat er auch mehrere Beiträge verfasst.

## Deutsch-niederländische Beziehungen
Am 30. Oktober 1989 übernahm Eschweiler das niederländische Honorarkonsulat in Aachen. Das Amt legte er 2001 nieder. In dieser und in der IHK-Funktion initiierte er mehrere grenzüberschreitende Aktivitäten, so das deutsch-niederländische Gewerbegebiet Avantis, die Messekooperation Maastricht und Aachen, das Deutsch-Niederländische Jugendwerk und bundesweit die ersten grenzüberschreitenden Facharbeiterprüfungen in Berufen der Metallindustrie. 
Eschweiler erreichte die Kooperation zwischen der RWTH Aachen und der Rijks-Universiteit Maastricht auf dem Gebiet der Wirtschaftswissenschaften und die gegenseitige Anerkennung von Studienleistungen. Zwischen der RWTH und der Universität Maastricht sowie dem Marienhospital Aachen regte er die medizinische Zusammenarbeit an. 
Eschweiler setzte sich auch für die Gewinnung von Absolventen niederländischer Universitäten für die Wirtschaftsregion Aachen ein und sorgte für die Einbeziehung von niederländischen Unternehmen in den Technologietransfer der RWTH, der FH und des Forschungszentrums Jülich. Der Euriade, dem größten Jugendkulturfestival in der Euregio Maas-Rhein, stand Eschweiler lange als Schirmherr zur Verfügung.

## Weitere Engagements
Eschweiler war bis 2001 langjähriger Leiter der Verwaltungs- und Wirtschaftsakademie Aachen. Der Deutsch-Niederländischen Gesellschaft gehörte er bis 2006 als Vorstand an, im katholischen Marienhospital Aachen arbeitet er seit über drei Jahrzehnten im Kuratorium mit. 

## Ehrungen
Für seine herausragenden Leistungen, insbesondere auf dem Gebiet der Hochschulförderung und der deutsch-niederländischen Beziehungen erhielt Eschweiler das Bundesverdienstkreuz am Bande (1991) und 1. Klasse (1998). Die niederländische Königin ernannte ihn 1997 zum Ritter des Ordens Oranje Nassau. 1996 wurde er zum Ehrensenator der RWTH Aachen und durch das Land Nordrhein-Westfalen zum Honorarprofessor ernannt.